# 早川啓二
早川 啓二（はやかわ けいじ、1950年6月14日 - 2008年4月）は、日本の男性アニメーション演出家、アニメーション監督。青森県むつ市出身。演出デビュー作はテレビアニメ『あしたへアタック!』。

## 来歴
東映動画→ズイヨー映像→日本アニメーション→スタジオぴえろ→スタジオぎゃろっぷと渡り歩き、これら各社の諸作品で活躍した。2008年4月、57歳で逝去。

## 参加作品

### テレビアニメ
1974年
- アルプスの少女ハイジ（演出助手）

1977年
- あしたへアタック!（絵コンテ・演出）

1978年
- 未来少年コナン（演出）

1979年
- 巴里のイザベル（チーフディレクター）

1981年
- うる星やつら（ - 1986年、演出・脚本）
- 名犬ジョリィ（チーフディレクター）

1983年
- スプーンおばさん（ - 1984年、チーフディレクター）
- ピュア島の仲間たち（演出）

1984年
- 名探偵ホームズ（ - 1985年、演出）
- チックンタックン（チーフディレクター（初代））

1985年
- タッチ（ - 1987年、演出）

1986年
- ハイスクール!奇面組（演出）
- 宇宙船サジタリウス（ - 1987年、絵コンテ）

1987年
- アニメ三銃士（ - 1989年、演出）

1989年
- キテレツ大百科（ - 1996年、監督（二代目））

1996年
- モジャ公（絵コンテ）

1997年
- 超特急ヒカリアン（絵コンテ・演出）

1998年
- 遊☆戯☆王（演出）
- さくらももこ劇場 コジコジ（演出）
- 春庭家の3人目（演出）
- まもって守護月天!（ - 1999年、演出）

1999年
- デジモンアドベンチャー（演出）
- 未来少年コナンII タイガアドベンチャー（ - 2000年、監督）

2001年
- ゴーゴー五つ子ら・ん・ど（絵コンテ）
- はじめの一歩（絵コンテ・演出）

2003年
- DEAR BOYS（絵コンテ・演出）
- 銀河鉄道物語（ - 2004年、演出）

2004年
- 今日からマ王! 第1シリーズ（ - 2005年、演出）
- 最遊記RELOAD GUNLOCK（絵コンテ）

2005年
- カード王 ミックスマスター（絵コンテ）
- ギャラリーフェイク（演出）
- 格闘美神 武龍（ - 2006年、絵コンテ・演出）

2006年
- 格闘美神 武龍 REBIRTH（絵コンテ・演出）
- 牙 -KIBA-（ - 2007年、演出）

2007年
- MOONLIGHT MILE 1stシーズン -Lift off-（絵コンテ・演出）

2008年
- 全力ウサギ（絵コンテ）

### OVA
1986年
- 県立地球防衛軍（監督）

1987年
- マップス（監督）